# Iguatemi Campinas
O Iguatemi Campinas é o primeiro e mais tradicional shopping center da cidade de Campinas, no interior do estado de São Paulo, Brasil. Inaugurado em 6 de maio de 1980, localiza-se na Vila Brandina, estando bem próximo ao distrito de Sousas, e também aos bairros Jardim Flamboyant e Jardim das Paineiras, na Região Leste da cidade.

## Infraestrutura
Construído nas terras do antigo Engenho Fazenda Mato Dentro, fundado pelo Sesmeiro Joaquim Aranha Barreto de Camargo e herdado por sua filha Viscondessa de Campinas, Maria Luzia de Sousa Aranha, em área posteriormente passada por herança à filha Maria Brandina de Souza Aranha, tornando-se depois a Fazenda Vila Brandina. Hoje, é uma consolidada opção de compras e lazer da Região Metropolitana de Campinas.
No ano de 2001, passou por uma expansão que praticamente dobrou sua área construída, além da construção de um estacionamento coberto com cerca de 100.000 vagas.
É administrado pela Iguatemi Empresa de Shopping Centers S.A.
Em 30 de abril de 2015, com um investimento de R$ 190 milhões, o Shopping recebeu mais uma expansão, se tornando o maior shopping da rede Iguatemi no Brasil. Dessa forma,  ficou com um total de 356 lojas e foram adicionados 16 novos restaurantes dos tipos "fast-food" em uma nova praça de alimentação. O shopping recebeu também um novo estacionamento com mais 798 novas vagas (cobertas), e trouxe ainda um sistema que sinaliza quais vagas estão disponíveis.

## Iguatemi Campinas em números

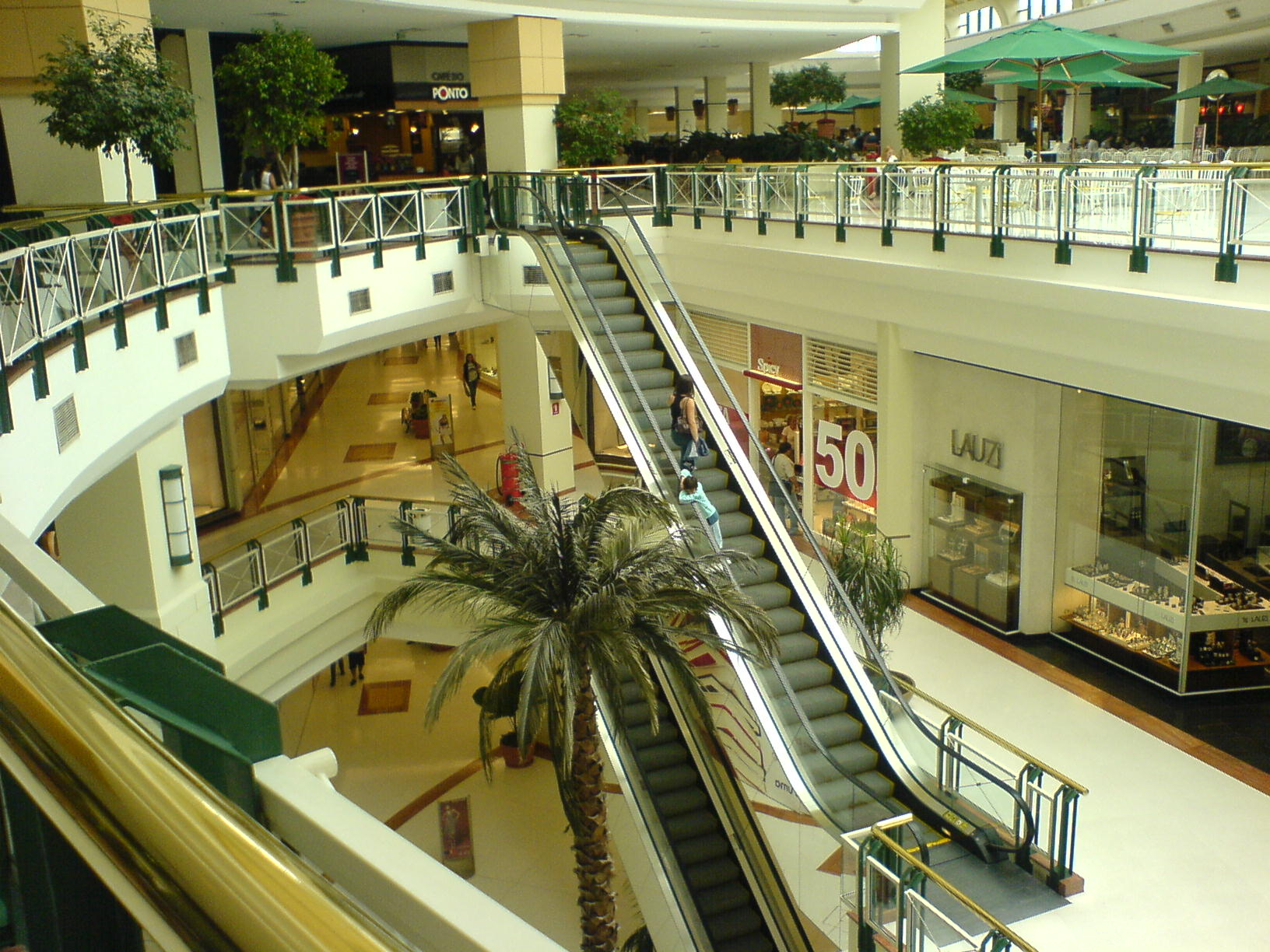
Interior do shopping.

Área Bruta Locável (ABL) - 73.492 m²
Lojas - 104 novas - total de 356
Lojas âncoras - 2 novas - total de 9
Lojas satélites - 79 novas - total de 293
Restaurantes - 11 novos - total de 16
Praça de alimentação - 18 novas operações - total de 34
Cinema - 1 novo complexo Cinemark, sendo 3 salas Prime - total de 2 complexos
Academia - 1 (com a expansão)
Teatro - 1, Oficina
Estacionamento - 1.300 novas vagas - total de 4703